# Liste der deutschen Wirtschaftsminister
Wirtschaftsminister sind bzw. waren Mitglieder der Bundes- bzw. Reichskabinetts, die sich ausschließlich mit den Belangen der Wirtschaft beschäftigen bzw. beschäftigten.

## Reichsminister des Handels in der Provisorischen Zentralgewalt (1848/1849)

Reichsadler der Zentralgewalt

| Name            | Amtszeit (Beginn) | Amtszeit (Ende) |
| --------------- | ----------------- | --------------- |
| Arnold Duckwitz | 5. August 1848    | 16. Mai 1849    |

## Staatssekretäre des Reichswirtschaftsamtes des Deutschen Kaiserreiches (1917–1919)

Wappen des Deutschen Kaiserreiches

| Name                                              | Amtszeit (Beginn) | Amtszeit (Ende)   |
| ------------------------------------------------- | ----------------- | ----------------- |
| Rudolf Schwander                                  | 30. Juni 1917     | 20. November 1917 |
| Hans Karl Freiherr von Stein zu Nord- und Ostheim | 20. November 1917 | 9. November 1918  |
| August Müller                                     | 14. November 1918 | 13. Februar 1919  |

## Reichsminister für Wirtschaft der Weimarer Republik (1919–1933)

Wappen der Weimarer Republik

| Name                | Amtszeit (Beginn) | Amtszeit (Ende)   | Partei |
| ------------------- | ----------------- | ----------------- | ------ |
| Rudolf Wissell      | 13. Februar 1919  | 15. Juli 1919     | SPD    |
| Robert Schmidt      | 16. Juli 1919     | 24. Juni 1920     | SPD    |
| Ernst Scholz        | 25. Juni 1920     | 9. Mai 1921       | DVP    |
| Robert Schmidt      | 10. Mai 1921      | 21. November 1922 | SPD    |
| Johann Becker       | 22. November 1922 | 12. August 1923   | DVP    |
| Hans von Raumer     | 13. August 1923   | 5. Oktober 1923   | DVP    |
| Joseph Koeth        | 6. Oktober 1923   | 30. November 1923 | –      |
| Eduard Hamm         | 30. November 1923 | 15. Dezember 1924 | DDP    |
| Albert Neuhaus      | 15. Januar 1925   | 26. Oktober 1925  | DVP    |
| Rudolf Krohne       | 27. Oktober 1925  | 5. Dezember 1925  | DVP    |
| Julius Curtius      | 19. Januar 1926   | 11. November 1929 | DVP    |
| Paul Moldenhauer    | 15. November 1929 | 23. Dezember 1929 | DVP    |
| Robert Schmidt      | 24. Dezember 1929 | 29. März 1930     | SPD    |
| Hermann Dietrich    | 30. März 1930     | 26. Juni 1930     | DStP   |
| Ernst Trendelenburg | 27. Juni 1930     | 8. Oktober 1931   | DStP   |
| Hermann Warmbold    | 9. Oktober 1931   | 28. April 1932    | –      |
| Ernst Trendelenburg | 29. April 1932    | 30. Mai 1932      | –      |
| Hermann Warmbold    | 1. Juni 1932      | 28. Januar 1933   | –      |

## Reichsminister für Wirtschaft des Dritten Reiches (1933–1945)

Wappen Deutschlands während des Nationalsozialismus

| Name             | Amtszeit (Beginn) | Amtszeit (Ende)   | Partei |
| ---------------- | ----------------- | ----------------- | ------ |
| Alfred Hugenberg | 30. Januar 1933   | 29. Juni 1933     | DNVP   |
| Kurt Schmitt     | 29. Juni 1933     | 3. August 1934    | NSDAP  |
| Hjalmar Schacht  | 3. August 1934    | 26. November 1937 | –      |
| Hermann Göring   | 26. November 1937 | 15. Januar 1938   | NSDAP  |
| Walther Funk     | 5. Februar 1938   | 5. Mai 1945       | NSDAP  |
| Albert Speer     | 5. Mai 1945       | 23. Mai 1945      | NSDAP  |

## Wirtschaftsminister der DDR (1949–1990)

Wappen der DDR

(Bemerkung: Bis 1989 gab es in der DDR kein klassisches Wirtschaftsministerium, sondern lediglich "Ministerien für Wirtschaftszweige". Erst 1989 wurde ein Wirtschaftsministerium, das man mit den heutigen Vorstellungen eines übergreifenden Wirtschaftsministerium vergleichen kann, gegründet.)

### Minister für Wirtschaft
| Name         | Amtszeit (Beginn) | Amtszeit (Ende) | Partei |
| ------------ | ----------------- | --------------- | ------ |
| Christa Luft | 1989              | 1990            | SED    |
| Gerhard Pohl | 1990              | 1990            | CDU    |

### Ministerien für die Wirtschaftszweige

#### Minister für Erzbergbau, Metallurgie und Kali der DDR (1966–1989)
| Name           | Amtszeit (Beginn) | Amtszeit (Ende) | Partei |
| -------------- | ----------------- | --------------- | ------ |
| Kurt Fichtner  | 1966              | 1967            | SED    |
| Kurt Singhuber | 1967              | 1989            | SED    |

#### Minister für Elektrotechnik und Elektronik der DDR (1965–1989)
| Name           | Amtszeit (Beginn) | Amtszeit (Ende) | Partei |
| -------------- | ----------------- | --------------- | ------ |
| Otfried Steger | 1965              | 1983            | SED    |
| Felix Meier    | 1983              | 1989            | SED    |

#### Minister für Kohle und Energie der DDR (1979–1989)
| Name               | Amtszeit (Beginn) | Amtszeit (Ende) | Partei |
| ------------------ | ----------------- | --------------- | ------ |
| Wolfgang Mitzinger | 1979              | 1989            | SED    |

#### Minister für Chemische Industrie der DDR (1965–1989)
| Name               | Amtszeit (Beginn) | Amtszeit (Ende) | Partei |
| ------------------ | ----------------- | --------------- | ------ |
| Siegbert Löschau   | 1965              | 1966            | SED    |
| Günther Wyschofsky | 1966              | 1989            | SED    |

#### Minister für Bauwesen der DDR (1950–1990)
(Kein Bauministerium)
| Name               | Amtszeit (Beginn) | Amtszeit (Ende)    | Partei |
| ------------------ | ----------------- | ------------------ | ------ |
| Lothar Bolz        | 15. November 1953 | 1. Oktober 1953    | NDPD   |
| Heinz Winkler      | 1. Oktober 1953   | 14. November 1958  | CDU    |
| Ernst Scholz       | 14. November 1958 | 6. Februar 1962    | SED    |
| Wolfgang Junker    | 6. Februar 1962   | 7. November 1989   | SED    |
| Gerhard Baumgärtel | 18. November 1989 | 12. April 1990     | CDU    |
| Axel Viehweger     | 12. April 1990    | 28. September 1990 | BFD    |

#### Minister für Glas- und Keramikindustrie der DDR (1972–1989)
| Name                  | Amtszeit (Beginn) | Amtszeit (Ende) | Partei |
| --------------------- | ----------------- | --------------- | ------ |
| Werner Greiner-Petter | 1972              | 1983            | SED    |
| Karl Grünheid         | 1983              | 1989            | SED    |

#### Minister für Materialwirtschaft der DDR (1965–1989)
| Name              | Amtszeit (Beginn) | Amtszeit (Ende) | Partei |
| ----------------- | ----------------- | --------------- | ------ |
| Alfred Neumann    | 1965              | 1968            | SED    |
| Manfred Flegel    | 1968              | 1974            | NDPD   |
| Wolfgang Rauchfuß | 1974              | 1989            | SED    |

#### Minister für Werkzeug- und Verarbeitungsmaschinenbau der DDR (1973–1989)
| Name        | Amtszeit (Beginn) | Amtszeit (Ende) | Partei |
| ----------- | ----------------- | --------------- | ------ |
| Rudi Georgi | 1973              | 1989            | SED    |

#### Minister für Maschinenbau der DDR (1973–1990)
| Name               | Amtszeit (Beginn) | Amtszeit (Ende) | Partei |
| ------------------ | ----------------- | --------------- | ------ |
| Günther Kleiber    | 1973              | 1986            | SED    |
| Gerhard Tautenhahn | 1986              | 1989            | SED    |
| Karl Grünheid      | 1989              | 1990            | SED    |

#### Minister für Schwerindustrie der DDR (1975–1990)
| Name               | Amtszeit (Beginn) | Amtszeit (Ende) | Partei |
| ------------------ | ----------------- | --------------- | ------ |
| Fritz Selbmann     | 1975              | 1979            | SED    |
| Rolf Kersten       | 1979              | 1981            | SED    |
| Hans-Joachim Lauck | 1981              | 1989            | SED    |
| Kurt Singhuber     | 1989              | 1990            | SED    |

#### Minister für Land-, Forst- und Nahrungsgüterwirtschaft (1949–1990)
(Kein Ernährungsministerium)
| Name             | Amtszeit (Beginn) | Amtszeit (Ende) | Partei |
| ---------------- | ----------------- | --------------- | ------ |
| Ernst Goldenbaum | 1949              | 1950            | DBD    |
| Paul Scholz      | 1950              | 1955            | SED    |
| Georg Ewald      | 1955              | 1973            | SED    |
| Heinz Kuhrig     | 1973              | 1986            | SED    |
| Bruno Lietz      | 1986              | 1989            | SED    |
| Hans Watzek      | 1989              | 1990            | SED    |
| Peter Pollack    | 1990              | 1990            | –      |

#### Minister für Leichtindustrie der DDR (1972–1989)
| Name             | Amtszeit (Beginn) | Amtszeit (Ende) | Partei |
| ---------------- | ----------------- | --------------- | ------ |
| Karl Bettin      | 1972              | 1978            | SED    |
| Werner Buschmann | 1978              | 1989            | SED    |
| Gunter Halm      | 1989              | 1989            | NDPD   |

#### Minister für Lebensmittelindustrie der DDR (1951–1989)
| Name             | Amtszeit (Beginn) | Amtszeit (Ende) | Partei |
| ---------------- | ----------------- | --------------- | ------ |
| Erhard Krack     | 1951              | 1974            | SED    |
| Udo-Dieter Wange | 1974              | 1989            | SED    |

#### Minister für Handel und Versorgung der DDR (1949–1989)
| Name              | Amtszeit (Beginn) | Amtszeit (Ende) | Partei |
| ----------------- | ----------------- | --------------- | ------ |
| Curt-Heinz Merkel | 1949              | 1951            | SED    |
| Karl Hamann       | 1951              | 1963            | LDPD   |
| Gerhard Lucht     | 1963              | 1965            | SED    |
| Günter Sieber     | 1965              | 1972            | SED    |
| Manfred Flegel    | 1972              | 1989            | NDPD   |

## Wirtschaftsminister der Bundesrepublik Deutschland (seit 1949)

Wappen der Bundesrepublik

### Bundesminister für Wirtschaft (1949–1998)
| Name                 | Amtszeit (Beginn)  | Amtszeit (Ende)    | Partei |
| -------------------- | ------------------ | ------------------ | ------ |
| Ludwig Erhard        | 20. September 1949 | 16. Oktober 1963   | CDU    |
| Kurt Schmücker       | 17. Oktober 1963   | 30. November 1966  | CDU    |
| Karl Schiller        | 1. Dezember 1966   | 7. Juli 1972       | SPD    |
| Helmut Schmidt       | 7. Juli 1972       | 15. Dezember 1972  | SPD    |
| Hans Friderichs      | 15. Dezember 1972  | 7. Oktober 1977    | FDP    |
| Otto Graf Lambsdorff | 7. Oktober 1977    | 17. September 1982 | FDP    |
| Manfred Lahnstein    | 17. September 1982 | 1. Oktober 1982    | SPD    |
| Otto Graf Lambsdorff | 4. Oktober 1982    | 27. Juni 1984      | FDP    |
| Martin Bangemann     | 27. Juni 1984      | 9. Dezember 1988   | FDP    |
| Helmut Haussmann     | 9. Dezember 1988   | 18. Januar 1991    | FDP    |
| Jürgen Möllemann     | 18. Januar 1991    | 21. Januar 1993    | FDP    |
| Günter Rexrodt       | 21. Januar 1993    | 26. Oktober 1998   | FDP    |

### Bundesminister für Wirtschaft und Technologie (1998–2002)
| Name          | Amtszeit (Beginn) | Amtszeit (Ende)  | Partei |
| ------------- | ----------------- | ---------------- | ------ |
| Werner Müller | 27. Oktober 1998  | 22. Oktober 2002 | –      |

### Bundesminister für Wirtschaft und Arbeit (2002–2005)
| Name             | Amtszeit (Beginn) | Amtszeit (Ende)   | Partei |
| ---------------- | ----------------- | ----------------- | ------ |
| Wolfgang Clement | 22. Oktober 2002  | 22. November 2005 | SPD    |

### Bundesminister für Wirtschaft und Technologie (2005–2013)
| Name                       | Amtszeit (Beginn) | Amtszeit (Ende)   | Partei |
| -------------------------- | ----------------- | ----------------- | ------ |
| Michael Glos               | 22. November 2005 | 10. Februar 2009  | CSU    |
| Karl-Theodor zu Guttenberg | 10. Februar 2009  | 28. Oktober 2009  | CSU    |
| Rainer Brüderle            | 28. Oktober 2009  | 12. Mai 2011      | FDP    |
| Philipp Rösler             | 12. Mai 2011      | 17. Dezember 2013 | FDP    |

### Bundesminister für Wirtschaft und Energie (2013–2021)
| Name             | Amtszeit (Beginn) | Amtszeit (Ende)  | Partei |
| ---------------- | ----------------- | ---------------- | ------ |
| Sigmar Gabriel   | 17. Dezember 2013 | 26. Januar 2017  | SPD    |
| Brigitte Zypries | 27. Januar 2017   | 14. März 2018    | SPD    |
| Peter Altmaier   | 14. März 2018     | 8. Dezember 2021 | CDU    |

### Bundesminister für Wirtschaft und Klimaschutz (2021–2025)
| Name          | Amtszeit (Beginn) | Amtszeit (Ende) | Partei |
| ------------- | ----------------- | --------------- | ------ |
| Robert Habeck | 8. Dezember 2021  | 6. Mai 2025     | Grüne  |

### Bundesminister für Wirtschaft und Energie (seit 2025)
| Name             | Amtszeit (Beginn) | Amtszeit (Ende) | Partei |
| ---------------- | ----------------- | --------------- | ------ |
| Katherina Reiche | 6. Mai 2025       | im Amt          | CDU    |